# Michał Wieruszewski
Michał Wieruszewski (ur. 26 września 1895 w Luborzycy, zm. 4 kwietnia 1959 w Koszalinie) – kapitan rezerwy piechoty Wojska Polskiego.

## Życiorys
Urodził się w Luborzycy w zaborze rosyjskim. Był synem Stanisława i Apolonii z d. Egielman. W 1911 r. został członkiem pierwszej drużyny tajnego skautingu. Należał do drużyny im. Dionizego Czachowskiego w Będzinie (Zagłębie Dąbrowskie), gdzie uczęszczał do Szkoły Handlowej. Początkowo pełnił funkcję zastępowego, w czerwcu 1913 roku został drużynowym. Tajna działalność skautów zwróciła uwagę carskiej policji, Michał musiał ratować się ucieczką na teren Galicji, gdzie wstąpił do Organizacji Młodzieży Niepodległościowej „Zarzewie”.
3 sierpnia 1914 został powołany jako członek „Zarzewia” do strzelecko-drużyniackiego oddziału sformowanego przez Józefa Piłsudskiego na krakowskich Oleandrach pod nazwą Pierwszej Kompanii Kadrowej. Jako jeden z trzech podoficerów został mianowany szefem tej kompanii. Jako obywatel Imperium Rosyjskiego musiał przyjąć pseudonim – wybrał „Zagończyk”. Szefem kompanii był do 10 października 1914 r., kiedy to został przydzielony do batalionu dowodzonego przez Leona Berbeckiego. W baonie tym pełnił początkowo funkcję instruktora, później zastępcy plutonowego, a następnie plutonowego.
W dniach 22–25 grudnia 1914 r., miała miejsce krwawa bitwa pod Łowczówkiem. Wieruszewski był jednym z 342 rannych, trafił go odłamek pocisku artyleryjskiego, był ranny w obie nogi. Ciężko ranny „Zagończyk” do 1 maja 1915 r. leczył się szpitalnie w Kętach. Był jednym z sześciu uczestników bitwy odznaczonych złotym Medalem Waleczności. Do 5 pułku piechoty powrócił w maju 1915 roku, już w stopniu sierżanta. 1 stycznia 1917 roku otrzymał awans na chorążego. Wiosną 1917 był oddelegowany z 5 pp do Krajowego Inspektoratu Zaciągu do Wojska Polskiego. 9 lipca 1917 r. odmówił złożenia przysięgi Niemcom. Jako oficer, po odmowie złożenia przysięgi został internowany w Beniaminiowie. W obozie internowania przebywał do 21 marca 1918 roku, a następnie działał w Polskiej Organizacji Wojskowej na terenie Dąbrowy Górniczej.
1 listopada 1918 roku wstąpił jako ochotnik do Wojska Polskiego, brał aktywny udział w rozbrajaniu niemieckich oddziałów. W Zagłębiu pełnił funkcję referenta politycznego przy Dowództwie Okręgu Wojskowego w Będzinie. Z Wojska Polskiego został wydalony 25 maja 1919 roku. Podjął pracę urzędniczą. Jako rezerwista 15 lipca 1919 roku został awansowany na porucznika. W związku z trwającymi wojnami o granice Rzeczypospolitej, 1 września 1919 roku wrócił do służby czynnej, do 11 pułku piechoty. W czasie wojny polsko-bolszewickiej walczył początkowo w 204 pułku piechoty, następnie w 2 pułku Strzelców Podhalańskich. Był ranny; po kilkumiesięcznym pobycie w szpitalu ponownie w 11 pp. Awansowany do stopnia kapitana 10 listopada 1920 roku. Później został zweryfikowany w tym stopniu ze starszeństwem z dniem 1 czerwca 1919 roku w korpusie oficerów rezerwowych piechoty. Na własną prośbę dziesięć miesięcy później (10 września 1921) został przeniesiony do rezerwy. W latach 20. posiadał przydział mobilizacyjny do 69 pułku piechoty.
Po zakończeniu walk o niepodległość i granice Rzeczypospolitej, jako osadnik wojskowy osiadł w Obuchowiczach koło Grodna i 1 lipca 1922 roku podjął pracę nauczyciela. Był kierownikiem szkoły powszechnej w Żytomli koło Grodna, a listopadzie tego roku, po skończeniu kursu pedagogicznego, został kierownikiem Szkoły Powszechnej Nr 2 w Grodnie. W latach następnych kierował szkołami powszechnymi na Grodzieńszczyźnie – w Mieszetnikach, Jarmoliczach, szkole powszechnej nr 7 w Grodnie. W 1926 roku nie zaakceptował przewrotu majowego, oddalił się od Piłsudskiego i Piłsudczyków, pozostał wierny PPS i idei pełnej demokracji. W okresie sanacji przestał angażować się w politykę. Ożenił się z Janiną z d. Modrzewską. W 1924 r. urodził się pierwszy syn – Włodzimierz, w 1925 – Jerzy, w 1929 r., córka Barbara, w 1938 r. syn Maciej.
W 1934 roku pozostawał na ewidencji Powiatowej Komendy Uzupełnień w Grodnie i posiadał przydział mobilizacyjny do 76 pułku piechoty w Grodnie. Jako kapitan rezerwy w kampanii wrześniowej walczył w Brasławskim Batalionie Obrony Narodowej. Walczył z Sowietami w pobliżu granicy litewskiej. Pod koniec września 1939 roku przebił się wraz z oddziałem na Litwę, gdzie zostali internowani. W 1940 roku Sowieci zajęli Litwę, a Wieruszewski został zesłany na Syberię. Pracował tam przy wyrębie lasu.
Rodzinę Wieruszewskich też spotkał srogi los zesłańców. 22 czerwca 1941 roku, w bydlęcych wagonach cała rodzina – Włodzimierz, Jerzy, Barbara, trzyletni Maciej oraz matka jechali na Syberię. Tego dnia jednak uderzyli na ZSRR Niemcy i rozpoczęli bombardowanie szlaków komunikacyjnych. Bomby trafiły też w pociąg zesłańców, który zapalił się. Włodzimierz zachowując zimna krew odciągnął ciężkie sztaby z drzwi wagonu, ratując cała swoją rodzinę oraz także innych ludzi. Rodzina wróciła do Grodna.
W lecie 1941 roku podpisano układ Sikorski-Majski. Otworzyło to Wieruszewskiemu możliwość wydostania się z łagru. Trafił do Armii Andersa. Jednakże ze względu na stan zdrowia nie został wysłany do walk, lecz na placówkę do Ugandy we wschodniej Afryce. Tam uczył do 1947 r. matematyki w Państwowym Liceum i Gimnazjum w Masindi. Ciężar walki o niepodległość Polski na terenach okupowanych przejęli synowie. W domu Wieruszewskich w Grodnie przez pewien czas był konspiracyjny lokal AK. W 1943 roku Włodzimierz przyłączył się do Zgrupowania AK „Lewy Brzeg Niemna” i podjął walkę z Niemcami w Puszczy Augustowskiej. Przyjął pseudonim „Wiarus”. W 1944 roku schronił się w Wojsku Polskim przed poszukującym go NKWD, później został zawodowym wojskowym. Walczył jeszcze w 1947 roku w Bieszczadach. Drugi syn, Jerzy walczył w 1945 r. bitwie o Kołobrzeg, gdzie został ranny. Po wojnie również został zawodowym wojskowym.
W 1947 roku z Londynu przez ZSRR (Włodzimierz odebrał go na granicy w Medyce) wrócił do Polski. Był wycieńczony przebytą w tropikach malarią. Skierowali się już nie do Grodna, które stało się częścią ZSRR, ale do Koszalina, gdzie mieszkała ich rodzina. Został dyrektorem technikum w Koszalinie, gdzie do dziś na stronie internetowej szkoły wspomina się jako jednego z jego założycieli. Za działalność pedagogiczną został odznaczony Złotym Krzyżem Zasługi.
Długoletni członek Związku Nauczycielstwa Polskiego. Pochowany na Cmentarzu Komunalnym w Koszalinie w kwaterze P1, rząd 8, miejsce 5.

## Ordery i odznaczenia
- Krzyż Niepodległości (17 września 1932)[6]
- Order Odrodzenia Polski
- Krzyż Walecznych (trzykrotnie)
- Złoty Krzyż Zasługi
- Odznaka „Za wierną służbę”
- Odznaka Pamiątkowa „Pierwszej Kompanii Kadrowej”[7]
- Odznaka Pamiątkowa Więźniów Ideowych
- Złoty Medal Waleczności (Austro-Węgry)